# Elaphoglossum solomonii
Elaphoglossum solomonii är en träjonväxtart som beskrevs av A. Rojas. Elaphoglossum solomonii ingår i släktet Elaphoglossum och familjen Dryopteridaceae. Inga underarter finns listade.